# Maximiliano Díaz
Maximiliano Andrés Díaz, né le 15 novembre 1988 à Salta, est un athlète argentin, spécialiste du triple saut.
Il détient le record national obtenu à Buenos Aires en 2011, en 16,51 m, lors des Championnats d'Amérique du Sud 2011 où il remporte son premier titre international.
Il remporte à nouveau la médaille d’or lors des Championnats d'Amérique du Sud d'athlétisme 2019.

## Palmarès
| Date | Compétition                    | Lieu         | Résultat | Épreuve     | Marque  |
| ---- | ------------------------------ | ------------ | -------- | ----------- | ------- |
| 2009 | Championnats d'Amérique du Sud | Lima         | 3e       | Triple saut | 15,49 m |
| 2011 | Championnats d'Amérique du Sud | Buenos Aires | 1er      | Triple saut | 16,51 m |
| 2019 | Championnats d'Amérique du Sud | Lima         | 1er      | Triple saut | 16,23 m |

## Records
| Épreuve     | Épreuve      | Performance  | Lieu         | Date           |
| ----------- | ------------ | ------------ | ------------ | -------------- |
| Triple saut | En plein air | 16,51 m (NR) | Buenos Aires | 4 juin 2011    |
| Triple saut | En salle     | 16,51 m (NR) | Cochabamba   | 2 février 2020 |